# ستيفن فيكتور ويلسون
ستيفن فيكتور ويلسون (بالإنجليزية: Stephen Victor Wilson)‏ هو قاضي ومحامي أمريكي، ولد في 26 مارس 1941 في نيويورك في الولايات المتحدة.